# Shun'ichirō Okano
Shun'ichirō Okano (岡野 俊一郎, Okano Shun'ichirō), né le 28 août 1931 à Tokyo et mort dans cette ville le 2 février 2017, est un personnage important du football japonais.

## Biographie
En tant qu'attaquant, Shun'ichirō Okano est international nippon à deux reprises en 1955 sans marquer de but.
Il est ensuite le sélectionneur de l'équipe du Japon des moins de 20 ans en 1961 et le sélectionneur des Blue Samurais de 1970 à 1971. 
Shun'ichirō Okano rejoint le Comité international olympique en 1990 et en est membre honoraire en 2012. Il est notamment membre de la commission du programme olympique de 1992 à 1994 et de la commission sport et environnement de 1996 à 2001.
De 1998 à 2002, il est le président de la Japan Football Association, puis président honoraire de 2002 à 2008 et haut conseiller de 2008 à sa mort.
Il est secrétaire général du Comité olympique japonais de 1977 à 1991 et membre de son conseil exécutif de 1991 à 2017, directeur de l’Association japonaise du sport amateur de 1975 à 1991, vice-président de l’Association générale des fédérations de sport asiatiques de 1985 à 1990 et membre du conseil de l’Association des comités nationaux olympiques de 1979 à 2007.
En dehors du sport, il est directeur du Centre de prévention de la toxicomanie de 1987 à 2017, membre du Conseil national pour la réforme de l’éducation de 1984 à 1987 et membre du XIVe Conseil central de l’éducation de 1989 à 1991.
Shun'ichirō Okano est mort d'un cancer du poumon à Tokyo le 2 février 2017